# 伊藤直人 (スキージャンプ)
伊藤 直人（いとう なおと、1969年8月15日 - ）は、ノルディックスキージャンプの元選手。

## プロフィール
北海道稚内市生まれで5歳からジャンプを始める。兄の伊藤克彦はW杯出場経験がある元複合選手。下川町立下川中学校3年時の全国中学2位で頭角を現し、東海大四高では2年で世界ジュニア選手権代表、3年でインターハイ優勝。北海道東海大学3年時の札幌ユニバーシアード大会は個人（ノーマルヒル、ラージヒル）、団体の3冠に輝いた。1992年、雪印乳業に入社。W杯は95年ファルン大会（スウェーデン、ラージヒル）3位が最高で、同年ノルディックスキー世界選手権代表にも選ばれた。

## エピソード
1968年から連載、翌69年にはテレビ放送された漫画「タイガーマスク」の主人公伊達直人と名前が一字違いであることから、これにあやかりヘルメットとフェースガード、ジャンプスーツまでトラ柄にしてファンにアピールした。このヘルメットとフェースガードは姪の伊藤有希に譲られ、2008年春まで空を飛び続けた。

## 主な成績
- スキージャンプ・ワールドカップ
  - 1994/1995シーズン総合19位
  - 1995/1996シーズン総合49位
  - 1996/1997シーズン総合96位
  - 1995.02.05　ファルン（スウェーデン）ノーマルヒル3位

### 主な優勝
- 1986.12.13(土) 第6回クナイスル杯ピヤシリジャンプ大会少年組
- 1986.12.14(日) 第2回吉田杯ジャンプ大会少年組
- 1987.01.11(日) 第28回雪印杯全日本ジャンプ大会少年組
- 1987.01.17(土) 第39回全道高校スキー大会
- 1988.01.20(水) 第40回全道高校スキー大会
- 1988.01.30(土) 第15回HTBカップ国際スキージャンプ競技大会少年組
- 1988.01.31(日) 第29回NHK杯ジャンプ大会少年組
- 1988.02.11(木) 第37回全国高等学校スキー大会ノルディックスキー・スペシャルジャンプ
- 1988.03.29(火) 第9回NHK杯蔵王ジャンプ大会少年組
- 1990.02.11(日) 第15回飯山市選抜ジャンプ大会成年組
- 1991.02.11(月) 第16回飯山市選抜ジャンプ大会成年組
- 1991.03.03(日) 1991年ユニバーシアード冬季大会（ラージヒル）
- 1991.03.06(水) 1991年ユニバーシアード冬季大会（団体）
- 1991.03.09(土) 1991年ユニバーシアード冬季大会（ノーマルヒル）
- 1993.12.18(土) 第24回名寄ピヤシリジャンプ大会成年組
- 1994.03.20(日) 第28回雪印杯全日本ジャンプ旭川大会成年組
- 1995.02.25(土) 第37回HBCカップジャンプ競技会兼1995コンチネンタルカップジャンプ大会